# Сен-Жюльен-де-л’Эска
Сен-Жюлье́н-де-л’Эска́ (фр. Saint-Julien-de-l’Escap) — коммуна во Франции, находится в регионе Пуату — Шаранта. Департамент коммуны — Шаранта Приморская. Входит в состав кантона Сен-Жан-д’Анжели. Округ коммуны — Сен-Жан-д’Анжели.
Код INSEE коммуны — 17350.

## Население
Население коммуны на 2010 год составляло 859 человек.
| 1962 | 1968 | 1975 | 1982 | 1990 | 1999 | 2010 |
| ---- | ---- | ---- | ---- | ---- | ---- | ---- |
| 781  | 581  | 864  | 898  | 838  | 767  | 859  |